# Rui Barros
Pour les articles homonymes, voir Barros.
Rui Barros, de son nom complet Rui Gil Soares de Barros, est un footballeur portugais né le 24 novembre 1965 et qui évoluait au poste de meneur de jeu.

## Biographie
Rui Barros joue d'abord pour le Covilha de 1985 à 1986, mais il est transféré au Varzim SC, un club mineur de la banlieue de Porto, la saison suivante. Il est tout de même remarqué par le sélectionneur portugais, et il rejoint la sélection le 29 mars 1987, pour un match à domicile contre Malte, comptant pour les éliminatoires de l'Euro 1988. Il connaît donc sa première sélection en rentrant en jeu lors de la deuxième mi-temps, mais l'équipe portugaise ne s'impose pas et réalise un pathétique match nul face à son modeste adversaire maltais (2-2). Le Portugal termine troisième de son groupe et ne se qualifie pas pour l'Euro 88, Rui Barros aura 35 autres sélections, mais ne jouera pas de phase finale d'une grande compétition (Coupe du Monde ou Championnat d'Europe des Nations).
Rui Barros rejoint ensuite le FC Porto. Là-bas, il remporte la Coupe Intercontinentale et la Supercoupe d'Europe face à l'Ajax Amsterdam. S'imposant vite comme un titulaire indiscutable, Rui Barros est alors repéré par les plus grands club d'Europe, comme notamment la Juventus Turin.
En 1988, Rui Barros signe alors avec la Juve pour deux ans. Mais ces deux saisons turinoises sont mitigées, à l'image de son équipe. Pendant cette période, Rui Barros et le Portugal ratent le coche pour le Mondial 1990. La « Fourmi Atomique » quitte alors l'Italie pour se relancer en France.
C'est à l'AS Monaco qu'il s'engage à l'orée de la saison 1990-1991. Il se ressource pleinement en Principauté. Il remporte la Coupe de France pour sa première saison, puis atteint la finale de la Coupe des Coupes contre le Werder Brême lors de la saison suivante, sans parvenir néanmoins à vaincre les allemands. Rui Barros mène l'ASM à la baguette. Il réalise de telles performances que l'OM, qui vient de réaliser le doublé C1/Championnat, décroche sa signature au début du mercato d'été 1993.
Malheureusement pour lui, une saison qui devait être exceptionnelle devient rapidement difficile pour le club, se joueurs et ses supporters, notamment avec les conséquences de l'affaire VA-OM et des soucis financiers du club phocéen : exclusion de la Ligue des Champions 1994 par l'UEFA et le retrait du titre de champion de France par le FFF. À la suite de la relégation administrative de l'OM en 1994, Rui Barros retourne au FC Porto, où il reste jusqu'à fin de carrière, en 2000.
En février 2012, il reporte les couleurs du FC Porto en Liga Fertiberia, ligue de football en salle qui s'achève en juin de la même année. Il débute de la meilleure manière en inscrivant un but lors du premier match de la compétition.

## Palmarès

### En club
- Vainqueur de la Coupe Intercontinentale en 1987 avec le FC Porto
- Vainqueur de la Supercoupe d'Europe en 1987 avec le FC Porto
- Vainqueur de la Coupe de l'UEFA en 1990 avec la Juventus Turin
- Champion du Portugal en 1988, en 1995, en 1996, en 1997, en 1998 et en 1999 avec le FC Porto
- Vainqueur de la Coupe du Portugal en 1988, en 1998 et en 2000 avec le FC Porto
- Vainqueur de la Coupe d'Italie en 1990 avec la Juventus Turin
- Vainqueur de la Coupe de France en 1991 avec l'AS Monaco
- Vainqueur de la Supercoupe du Portugal en 1995, en 1997, en 1999 et en 2000 avec le FC Porto
- Finaliste de la Coupe d'Europe des Vainqueurs de Coupe en 1992 avec l'AS Monaco
- Vicechampion de France en 1991 et en 1992 avec l'AS Monaco et en 1994 avec l'Olympique de Marseille

### EnÉquipe du Portugal
- 36 sélections et 4 buts entre 1987 et 1996